# 여주우체국
여주우체국(驪州郵遞局)은 대한민국 과학기술정보통신부 우정사업본부 경인지방우정청 소속의 우편물 취급기관이다. 경기도 여주시 홍문동 세종로 100 (홍문동)에 있다.

## 연혁
- 1915년 4월 1일: 여주우편소로 개소
- 1970년 12월 15일: 사무관국으로 승격
- 1997년 7월 7일: 2과 1실로 직제개정(영업과,관리과.지도실)
- 1997년 7월 14일: 청사신축(현청사)준공 업무개시(여주읍 홍문리 233-5)
- 2001년 8월 1일: 여주상품우체국 폐국[1]
- 2001년 5월 1일: 편제개정(영업과,우편물류과,마케팅지원실)
- 2002년 2월 4일: 여주상품우편취급소 개국[2]
- 2003년 7월 10일: 편제개정(영업과,우편물류과,경영지도실)
- 2010년 11월 8일: 우편구역을 다음과 같이 고시[3]

| 배달국         | 배달구역                                                               |
| -------------- | ---------------------------------------------------------------------- |
| 여주우체국     | 여주군 전지역 (단, 흥천면 · 금사면 · 산북면은 여주이포우체국에서 배달) |
| 여주이포우체국 | 흥천면 · 금사면 · 산북면                                               |

- 2014년 1월 1일: 우편구역을 다음과 같이 고시[4]

| 배달국     | 배달구역                                          | 구역번호                                |
| ---------- | ------------------------------------------------- | --------------------------------------- |
| 여주우체국 | 여주시 전지역 (단, 금사면 · 흥천면 · 산북면 제외) | 12608 ~ 12668 (12607, 12642 일부)       |
| 이포우체국 | 금사면 · 흥천면 · 산북면                          | 12601 ~ 12607 12607, 12642 (12641 일부) |

- 2017년 12월 31일: 흥천우체국 별정우체국 지정 해지[5] 및 폐국[6]
- 2018년 1월 2일: 여주흥천우편취급국 신설[7]

## 관할 우체국
| 우체국명           | 사진 | 주소                               | 비고                  |
| ------------------ | ---- | ---------------------------------- | --------------------- |
| 가남우체국         |      | 경기도 여주시 가남읍 태평로 29     |                       |
| 강천우체국         |      | 경기도 여주시 강천면 간매1길 10-1  |                       |
| 능서우체국         |      | 경기도 여주시 세종대왕면 마장로 86 |                       |
| 대신우체국         |      | 경기도 여주시 대신면 여양로 1430-7 |                       |
| 북내우체국         |      | 경기도 여주시 북내면 여양2로 287-1 |                       |
| 여주상품우체국     |      | 경기도 여주군 산북면 상품리 112-18 | 2001년 8월 1일 폐국   |
| 여주상품우편취급국 |      | 경기도 여주시 산북면 상품로 113    | 2002년 2월 4일 신설   |
| 여주오학우편취급국 |      | 경기도 여주시 오학동 도예로 94     |                       |
| 여주하리우편취급국 |      | 경기도 여주시 하동 청심로 100      |                       |
| 여주흥천우편취급국 |      | 경기도 여주시 흥천면 부흥로 459    | 2018년 1월 2일 신설   |
| 이포우체국         |      | 경기도 여주시 금사면 이포로 36     |                       |
| 점동우체국         |      | 경기도 여주시 점동면 청안로 154    |                       |
| 흥천우체국         |      | 경기도 여주시 흥천면 효자로 131    | 2017년 12월 29일 폐국 |

## 조직
- 영업과
- 우편물류과
- 경영지도실